# Felix Browder

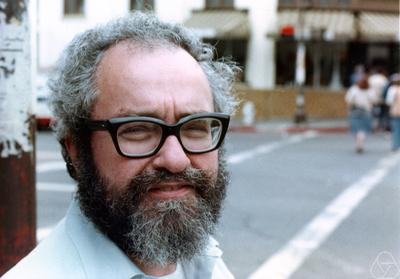
Felix Browder, 1982

Felix Earl Browder (* 31. Juli 1927 in Moskau, Sowjetunion; † 10. Dezember 2016 in Princeton, New Jersey, Vereinigte Staaten) war ein US-amerikanischer Mathematiker, der sich mit Funktionalanalysis beschäftigte.
Browder ist der Sohn des zeitweiligen Sekretärs der Kommunistischen Partei der USA Earl Browder und der ältere Bruder des Mathematikers William Browder. Er promovierte 1948 an der Princeton University bei Solomon Lefschetz (The topological fixed point theory and its applications to functional analysis), war dann 1948 Moore-Instructor am Massachusetts Institute of Technology und war Professor an der University of Chicago, wo er 12 Jahre lang Dekan der mathematischen Fakultät war. Seit 1986 war er an der Rutgers University als Vizedirektor für Forschung. 1953 und 1963/64 war er am Institute for Advanced Study.
Browder hatte seit den 1950er Jahren eine führende Rolle in der Entwicklung der nichtlinearen Funktionalanalysis und deren Anwendung in der Theorie nichtlinearer partieller Differentialgleichungen, zum Beispiel Evolutionsgleichungen. Der Satz von Minty-Browder in der Theorie monotoner Operatoren ist nach ihm und George Minty benannt. Außerdem war er aktiv in der Mathematikdidaktik und der Organisation wichtiger Konferenzen der American Mathematical Society (AMS) über offene Probleme der Mathematik.
1999 erhielt er die National Medal of Science. 1999 bis 2000 war er Präsident der American Mathematical Society, deren Fellow er ist. Er ist Mitglied der National Academy of Sciences (1973) und der American Academy of Arts and Sciences (1959). 1953/54 und 1966/67 war er Guggenheim-Stipendiat, von 1959 bis 1963 Sloan Research Fellow. 1970 war er Invited Speaker auf dem Internationalen Mathematikerkongress in Nizza (Recent results in nonlinear functional analysis and applications to partial differential equations).
Er ist der Vater des Fondsmanagers Bill Browder.

## Schriften
- Herausgeber: Mathematical developments arising from Hilberts Problems, AMS 1976 (Symposium in Pure Mathematics, Northern Illinois University 1974)
- Herausgeber: Mathematics of the 21. Century- 1988 centennial symposium, AMS 1992
- Herausgeber: Mathematical heritage of Henri Poincaré, AMS 1983 (Symposium Indiana University, 1980)
- Herausgeber: Nonlinear and global analysis, AMS 1992
- Problemes non lineaires, Montreal 1966
- Nonlinear Operators and nonlinear equations of evolution in Banach Space, AMS 1976
- Herausgeber: Nonlinear functional analysis, AMS 1970 (Symposium Chicago 1968)